# 清水理子 (アイドル)
清水 理子（しみず りこ、1997年1月28日 - ）は、日本のアイドル。女性アイドルグループ・B≡FULLESTのメンバー。虹のコンキスタドールの元メンバー（青組・サジタリアス流星群、コスプレイヤーチーム）。和歌山県和歌山市出身。ディアステージ所属。2019年4月より和歌山市観光発信人を務める。

## 略歴
- 2015年
  - 7月7日、CHOKi CHOKi girls×二重記念美モデルオーディション最終選考12名に選出[2]。
  - 8月1日、コスメプレス所属の音楽ユニット・81momentの1期生メンバーとしてアイドル活動開始[3]。
- 2016年
  - 4月29日、秋葉原ラジオ会館9階でのライブを以て、81momentを卒業[3]。
  - 5月18日、AKIBAカルチャーズ劇場で行われた虹のコンキスタドール定期公演「虹色児童館」にて、つくドル!プロジェクト第5期新予科生としてお披露目された[4]。
- 2017年
  - 1月9日、川崎クラブチッタで行われた虹のコンキスタドールワンマンライブ「どうしても言いたいことがあるんだよ 〜虹コンから大切なお知らせがあります〜」にて正規メンバーに昇格[5]。新ユニット「サジタリアス流星群（虹のコンキスタドール青組）」のメンバーとなった[6]。
  - 1月28日、南青山For you Studioにて、生誕イベント「南の国から〜さよなら10代〜」が開催された[7]。
- 2018年
  - 1月7日、マイナビBLITZ赤坂で行われたワンマンライブ「2018 NEW YEAR RE[set1273/start1274]」にて、デジタルシングルでのソロデビューが発表された[8]。デビュー曲は映画『ボクはボク、クジラはクジラで、泳いでいる。』主題歌に起用され、自身も同映画へ出演することが明らかになった[9]。
  - 1月28日、恵比寿CreAtoにて、生誕イベント「りっこりこにしてやんよ ver.2.1」が開催された[10]。イベントにてソロデビュー曲『Colorful〜あなたといた時間〜』を初披露した[11]。
  - 5月18日、『Colorful〜あなたといた時間〜』の配信が開始された[12]。

- 2019年
  - 1月29日、大塚 Hearts nextにて、生誕イベント「SHIMIROCK FESTIVAL’19」が開催された[13]。
  - 3月24日、渋谷WWWXで行われた「LAVILITH 音楽祭儀『Music Magi』1st coven」にて、中村朱里、隈本茉莉奈と共にスピンオフユニット「旋律MerryRonde」としてお披露目された。以降「LAVILITH with 旋律MerryRonde」として不定期的に活動していくことが発表された[14]。
  - 4月18日、和歌山市観光協会より、「和歌山市観光発信人」に委嘱された[15]。

- 2020年
  - 1月28日、吉祥寺CLUB SEATAにて、生誕イベント「SHIMIPOP FESTIVAL 2020」が開催された[16]。
  - 11月21日、 オンラインライブ「BS11『虹マジ』Presents 定期配信公演『虹のコンキスタドール』ワンマンLIVE～大発表スペシャル～」にて、映画『真・鮫島事件』の主題歌であり2曲目のソロ曲となる『ツグム。』を初披露した[17]。
  - 11月27日、映画公開同日に『ツグム。』の配信が開始された[18]。

- 2021年
  - 1月27日、『虹のコンキスタドールが本気出しました!?ライブ連動特別編』の番組内で、ソロCDデビューが発表された[19]。
  - 4月3日、代官山UNITにて、生誕イベント「SHIMILOID FESTIVAL 2021」が開催された[20][21]。イベント内で、初のソロワンマンライブ開催を発表[22]。
  - 4月16日、映画『お終活 熟春！人生、百年時代の過ごし方』のエンディングテーマに起用された3曲目のソロ曲『あなたへ』の先行配信が開始[23]。
  - 5月7日、配信ラジオ番組『清水理子の「りこぴん」と呼んで！from 虹のコンキスタドール』がAuDeeより配信開始[24]。
  - 5月10日、緊急事態宣言の実施に伴い、5月15日に開催予定だったソロワンマンライブを6月7日に延期[25]。
  - 5月12日、ソロデビューシングル『あなたへ』をリリース[26]。表題曲『あなたへ』ほか、『ツグム。』『Colorful～あなたといた時間～』を収録。
  - 6月7日、TSUTAYA O-WESTにて、ソロワンマンライブ「あなたへ～This song for you～」が開催された[27]。
  - 7月28日、8月27-29日に横浜アリーナで行われるポップカルチャーイベント「@JAM EXPO 2020-2021」の選抜ユニット「@JAM ALL STARS 2021」への選出が発表された[28]。
  - 8月20日、新型コロナウイルス感染の影響により虹のコンキスタドールの「@JAM EXPO 2020-2021」出演辞退が発表された[29]。このため「@JAM ALL STARS 2021」としての出演も辞退となった[30]。代替出演はでんぱ組inc. の藤咲彩音が務めた[31]。

- 2025年
  - 2月9日、日比谷野外大音楽堂で行われた真冬の野音2days「真夏の夢は単純じゃない！」をもって卒業。
  - 4月18日、中村朱里・鶴見萌と新ユニットB≡FULLESTを結成。

## 人物
- 自己紹介の際のキャッチフレーズは「和歌山県出身、夢はアニソンシンガー！私の歌を聴いてください」。
- 愛称はりこぴん、しみちゃん、しみこなど。
- チャームポイントは色黒 [32] 。武器は脚とお腹[33]。
- 趣味はポケモンカードゲーム [34][35]。
- 特技は歌うこと。本人曰くダンスはやや苦手としている [36]。
- 好きなアニメはおそ松さん、斉木楠雄のΨ難、とある科学の超電磁砲等。
- 好きな漫画はさくら前線、トモダチゲーム、リアルアカウント、凪のお暇等。
- 好きなゲームはダンガンロンパシリーズ、レイトン教授シリーズ等。
- 憧れの人物は水樹奈々。紅白歌合戦で『PHANTOM MINDS』を歌う姿に衝撃を受け、アニソンシンガーへの憧れを抱くようになった[37]。
- 和歌山県立桐蔭高校出身[38]。 陸上部に所属していたが、のちに化学部へ転部した[39]。国立大を目指し受験勉強をしていたが、浪人生だった18歳のとき本格的に芸能界を志し、上京[37]。
- 年齢制限18歳までとされていた虹のコンキスタドール新メンバーオーディションに、当時19歳であったにもかかわらず応募し合格[40]。 またオーディション応募の際は、畳の上でヒールを履き水着を身につけた写真を送付した[41]。

## ディスコグラフィ

### 楽曲
- Colorful〜あなたといた時間〜 - 映画『ボクはボク、クジラはクジラで、泳いでいる。』主題歌（2018年5月18日配信開始）
- ツグム。 - 映画『真・鮫島事件』主題歌(2020年11月27日配信開始)
- あなたへ - 映画『お終活 熟春!人生、百年時代の過ごし方』エンディングテーマ（2021年4月16日配信開始）

### CDシングル
| 枚  | 発売日        | タイトル | 規格品番  | 収録曲                                         | レーベル       |
| --- | ------------- | -------- | --------- | ---------------------------------------------- | -------------- |
| 1st | 2021年5月12日 | あなたへ | KICM-2084 | あなたへ ツグム。 Colorful〜あなたといた時間〜 | キングレコード |

## 出演

### テレビ番組
- SESSION （2021年3月1日、中京テレビ）
- お昼のソングショー（2021年6月10日、テレビ東京）

### 映画
- ボクはボク、クジラはクジラで、泳いでいる。 (2018年10月12日和歌山県先行公開、11月3日全国順次公開)

### インターネットラジオ
- 清水理子の「りこぴん」と呼んで！from 虹のコンキスタドール（2021年5月7日 - 、AuDee）

### ミュージックビデオ
- 「Colorful〜あなたといた時間〜」 （2021年4月3日 公開）
- 「あなたへ」（2021年4月16日 公開）
- 「ツグム。」（2021年4月30日 公開）
- @JAM ALLSTARS 2021「夢の砂～a theme of ＠JAM～」（2021年8月10日 公開）